# سورة الذاريات
سورة الذَّاريات هي سورة مكيَّة، وهي السورة الأولى من المجموعة الأولى من قسم المفصل، وعدد آياتها ستون آية، وهي السورة الحادية والخمسون في ترتيب القرآن، أمَّا ترتيب النزول فقد نزلت بعد سورة الأحقاف، ومن السوَّر التي تبدأ بأسلوب القسم، قال تعالى:﴿وَالذَّارِيَاتِ ذَرْوًا ۝١﴾؛ فقد أقسم الله تعالى أنَّ البعث حق، وأنَّ الجزاء والحساب حق، ثمَّ بيَّنت ما أعدَّه الله - سبحانه وتعالى - لعباده المتَّقين؛ فقال تعالى:﴿إِنَّ الْمُتَّقِينَ فِي جَنَّاتٍ وَعُيُونٍ ۝١٥ آخِذِينَ مَا آتَاهُمْ رَبُّهُمْ إِنَّهُمْ كَانُوا قَبْلَ ذَلِكَ مُحْسِنِينَ ۝١٦ كَانُوا قَلِيلًا مِنَ اللَّيْلِ مَا يَهْجَعُونَ ۝١٧ وَبِالْأَسْحَارِ هُمْ يَسْتَغْفِرُونَ ۝١٨ وَفِي أَمْوَالِهِمْ حَقٌّ لِلسَّائِلِ وَالْمَحْرُومِ ۝١٩﴾ [الذاريات:15–19]، ثمَّ حكت بعضاً من مواقف الأنبياء؛ فقد ساقَّت طرفاً من قصة إبراهيم ولوط وهود وصالح وموسى ونوح -عليهم السلام- مع أقوامِّهم؛ ليتعظ كل عاقل، ولبيان حُسن عاقبة الأخيار، وسوء عاقبة الأشرار، واختُتمت السورة الكريمة ببيان ما يدل على كمال قدرة الله، وسعة رحمته - سبحانه وتعالى - ودعت النَّاس إلى عبادة الله وطاعته؛ لأنَّ الله لم يخلقهم إلا لعبادته، حيثُ قال تعالى:﴿وَمَا خَلَقْتُ الْجِنَّ وَالْإِنْسَ إِلَّا لِيَعْبُدُونِ ۝٥٦ مَا أُرِيدُ مِنْهُمْ مِنْ رِزْقٍ وَمَا أُرِيدُ أَنْ يُطْعِمُونِ ۝٥٧ إِنَّ اللَّهَ هُوَ الرَّزَّاقُ ذُو الْقُوَّةِ الْمَتِينُ ۝٥٨ فَإِنَّ لِلَّذِينَ ظَلَمُوا ذَنُوبًا مِثْلَ ذَنُوبِ أَصْحَابِهِمْ فَلَا يَسْتَعْجِلُونِ ۝٥٩ فَوَيْلٌ لِلَّذِينَ كَفَرُوا مِنْ يَوْمِهِمُ الَّذِي يُوعَدُونَ ۝٦٠﴾ [الذاريات:56–60].

## نص السورة
﴿وَالذَّارِيَاتِ ذَرْوًا ۝١ فَالْحَامِلَاتِ وِقْرًا ۝٢ فَالْجَارِيَاتِ يُسْرًا ۝٣ فَالْمُقَسِّمَاتِ أَمْرًا ۝٤ إِنَّمَا تُوعَدُونَ لَصَادِقٌ ۝٥ وَإِنَّ الدِّينَ لَوَاقِعٌ ۝٦ وَالسَّمَاءِ ذَاتِ الْحُبُكِ ۝٧ إِنَّكُمْ لَفِي قَوْلٍ مُخْتَلِفٍ ۝٨ يُؤْفَكُ عَنْهُ مَنْ أُفِكَ ۝٩ قُتِلَ الْخَرَّاصُونَ ۝١٠ الَّذِينَ هُمْ فِي غَمْرَةٍ سَاهُونَ ۝١١ يَسْأَلُونَ أَيَّانَ يَوْمُ الدِّينِ ۝١٢ يَوْمَ هُمْ عَلَى النَّارِ يُفْتَنُونَ ۝١٣ ذُوقُوا فِتْنَتَكُمْ هَذَا الَّذِي كُنْتُمْ بِهِ تَسْتَعْجِلُونَ ۝١٤ إِنَّ الْمُتَّقِينَ فِي جَنَّاتٍ وَعُيُونٍ ۝١٥ آخِذِينَ مَا آتَاهُمْ رَبُّهُمْ إِنَّهُمْ كَانُوا قَبْلَ ذَلِكَ مُحْسِنِينَ ۝١٦ كَانُوا قَلِيلًا مِنَ اللَّيْلِ مَا يَهْجَعُونَ ۝١٧ وَبِالْأَسْحَارِ هُمْ يَسْتَغْفِرُونَ ۝١٨ وَفِي أَمْوَالِهِمْ حَقٌّ لِلسَّائِلِ وَالْمَحْرُومِ ۝١٩ وَفِي الْأَرْضِ آيَاتٌ لِلْمُوقِنِينَ ۝٢٠ وَفِي أَنْفُسِكُمْ أَفَلَا تُبْصِرُونَ ۝٢١ وَفِي السَّمَاءِ رِزْقُكُمْ وَمَا تُوعَدُونَ ۝٢٢ فَوَرَبِّ السَّمَاءِ وَالْأَرْضِ إِنَّهُ لَحَقٌّ مِثْلَ مَا أَنَّكُمْ تَنْطِقُونَ ۝٢٣ هَلْ أَتَاكَ حَدِيثُ ضَيْفِ إِبْرَاهِيمَ الْمُكْرَمِينَ ۝٢٤ إِذْ دَخَلُوا عَلَيْهِ فَقَالُوا سَلَامًا قَالَ سَلَامٌ قَوْمٌ مُنْكَرُونَ ۝٢٥ فَرَاغَ إِلَى أَهْلِهِ فَجَاءَ بِعِجْلٍ سَمِينٍ ۝٢٦ فَقَرَّبَهُ إِلَيْهِمْ قَالَ أَلَا تَأْكُلُونَ ۝٢٧ فَأَوْجَسَ مِنْهُمْ خِيفَةً قَالُوا لَا تَخَفْ وَبَشَّرُوهُ بِغُلَامٍ عَلِيمٍ ۝٢٨ فَأَقْبَلَتِ امْرَأَتُهُ فِي صَرَّةٍ فَصَكَّتْ وَجْهَهَا وَقَالَتْ عَجُوزٌ عَقِيمٌ ۝٢٩ قَالُوا كَذَلِكِ قَالَ رَبُّكِ إِنَّهُ هُوَ الْحَكِيمُ الْعَلِيمُ ۝٣٠ قَالَ فَمَا خَطْبُكُمْ أَيُّهَا الْمُرْسَلُونَ ۝٣١ قَالُوا إِنَّا أُرْسِلْنَا إِلَى قَوْمٍ مُجْرِمِينَ ۝٣٢ لِنُرْسِلَ عَلَيْهِمْ حِجَارَةً مِنْ طِينٍ ۝٣٣ مُسَوَّمَةً عِنْدَ رَبِّكَ لِلْمُسْرِفِينَ ۝٣٤ فَأَخْرَجْنَا مَنْ كَانَ فِيهَا مِنَ الْمُؤْمِنِينَ ۝٣٥ فَمَا وَجَدْنَا فِيهَا غَيْرَ بَيْتٍ مِنَ الْمُسْلِمِينَ ۝٣٦ وَتَرَكْنَا فِيهَا آيَةً لِلَّذِينَ يَخَافُونَ الْعَذَابَ الْأَلِيمَ ۝٣٧ وَفِي مُوسَى إِذْ أَرْسَلْنَاهُ إِلَى فِرْعَوْنَ بِسُلْطَانٍ مُبِينٍ ۝٣٨ فَتَوَلَّى بِرُكْنِهِ وَقَالَ سَاحِرٌ أَوْ مَجْنُونٌ ۝٣٩ فَأَخَذْنَاهُ وَجُنُودَهُ فَنَبَذْنَاهُمْ فِي الْيَمِّ وَهُوَ مُلِيمٌ ۝٤٠ وَفِي عَادٍ إِذْ أَرْسَلْنَا عَلَيْهِمُ الرِّيحَ الْعَقِيمَ ۝٤١ مَا تَذَرُ مِنْ شَيْءٍ أَتَتْ عَلَيْهِ إِلَّا جَعَلَتْهُ كَالرَّمِيمِ ۝٤٢ وَفِي ثَمُودَ إِذْ قِيلَ لَهُمْ تَمَتَّعُوا حَتَّى حِينٍ ۝٤٣ فَعَتَوْا عَنْ أَمْرِ رَبِّهِمْ فَأَخَذَتْهُمُ الصَّاعِقَةُ وَهُمْ يَنْظُرُونَ ۝٤٤ فَمَا اسْتَطَاعُوا مِنْ قِيَامٍ وَمَا كَانُوا مُنْتَصِرِينَ ۝٤٥ وَقَوْمَ نُوحٍ مِنْ قَبْلُ إِنَّهُمْ كَانُوا قَوْمًا فَاسِقِينَ ۝٤٦ وَالسَّمَاءَ بَنَيْنَاهَا بِأَيْدٍ وَإِنَّا لَمُوسِعُونَ ۝٤٧ وَالْأَرْضَ فَرَشْنَاهَا فَنِعْمَ الْمَاهِدُونَ ۝٤٨ وَمِنْ كُلِّ شَيْءٍ خَلَقْنَا زَوْجَيْنِ لَعَلَّكُمْ تَذَكَّرُونَ ۝٤٩ فَفِرُّوا إِلَى اللَّهِ إِنِّي لَكُمْ مِنْهُ نَذِيرٌ مُبِينٌ ۝٥٠ وَلَا تَجْعَلُوا مَعَ اللَّهِ إِلَهًا آخَرَ إِنِّي لَكُمْ مِنْهُ نَذِيرٌ مُبِينٌ ۝٥١ كَذَلِكَ مَا أَتَى الَّذِينَ مِنْ قَبْلِهِمْ مِنْ رَسُولٍ إِلَّا قَالُوا سَاحِرٌ أَوْ مَجْنُونٌ ۝٥٢ أَتَوَاصَوْا بِهِ بَلْ هُمْ قَوْمٌ طَاغُونَ ۝٥٣ فَتَوَلَّ عَنْهُمْ فَمَا أَنْتَ بِمَلُومٍ ۝٥٤ وَذَكِّرْ فَإِنَّ الذِّكْرَى تَنْفَعُ الْمُؤْمِنِينَ ۝٥٥ وَمَا خَلَقْتُ الْجِنَّ وَالْإِنْسَ إِلَّا لِيَعْبُدُونِ ۝٥٦ مَا أُرِيدُ مِنْهُمْ مِنْ رِزْقٍ وَمَا أُرِيدُ أَنْ يُطْعِمُونِ ۝٥٧ إِنَّ اللَّهَ هُوَ الرَّزَّاقُ ذُو الْقُوَّةِ الْمَتِينُ ۝٥٨ فَإِنَّ لِلَّذِينَ ظَلَمُوا ذَنُوبًا مِثْلَ ذَنُوبِ أَصْحَابِهِمْ فَلَا يَسْتَعْجِلُونِ ۝٥٩ فَوَيْلٌ لِلَّذِينَ كَفَرُوا مِنْ يَوْمِهِمُ الَّذِي يُوعَدُونَ ۝٦٠﴾ [الذاريات:1–60] .

## سبب تسميتها
ولها اسمان :
- سُميت «سورة الذاريات» لافتتاحها بالقسم بالذاريات، وهي الرياح التي نذر والتراب وغيره، أي تفرقه وتنقله من مكان إلى آخر.[3] ووجه التسمية أن هذه الكلمة لم تقع بهذه الصيغة في غيرها من سور القرآن.
- وتُسَمَّى هذه السورة «والذاريات» بإثبات الواو تسمية لها بحكاية الكلمتين الواقعتين في أولها وبهذا عنونها البخاري في كتاب التفسير من «صحيحه» وابن عطية في «تفسيره» والكواشي في «تلخيص التفسير» والقرطبي.[4]

## تاريخ نزولها
نزلت سورة «الذاريات» بعد سورة «الأحقاف» وقبل سورة الغاشية. ونزلت سورة «الأحقاف» بعد الإسراء وقبيل الهجرة، فيكون نزول سورة «الذاريات» في ذلك التاريخ أيضا.

## مواضيع وأغراض السورة
تشير آيات سورة الذاريات إلى بديع صنعه وخلقه، وتدعو المسلمين إلى النظر في آياته الكونية والقرآنية، ويُوحي القسم الذي في البداية إلى أن الرزق بيد الله، فهو الذي يسوق السحاب، وهو الذي يسخر الريح للسفن، وهو الذي جعل الملائكة أصنافا تقسم الأمور، فليدْعوه ويتجهوا إليه وحده.
ثم رسمت للناس بعد ذلك صنفين، صورة الكافرين يذوقون عذاب جهنم ويقال لهم: ذوقوا فتنتكم هذا الذي كنتم به تستعجلون، أي: تعرضوا لعذاب النار وقد كنتم تستعجلون مجيئه، استهزاء بأمره واستبعادا لوقوعه. وعلى الضِّفة الأخْرى، وفي الصفحة المقابلة، يرتسم مشهد آخر لفريق آخر، فريق مستيقن بالآخرة، مستيقظ للعمل الصالح، فريق المتقين.
وتطرقت بعد ذلك إلى جانب من قصةِ نبي الله إبراهيم -عليه الصلاة والسلام- وقصَّة نبي الله موسى -عليه الصلاة والسلام- معَ فرعون وبني إسرائيل، وتذكرُ حادثة غرق فرعون وجنوده في البحر، ثم تحدَُثت عن قوم عاد وثمود وعن أحد جوانب قصة نبيِّ الله نوح -عليه السلام-.
وعرضت في المشهد الأخير وظيفة الرسول -صلى الله عليه وسلم- والمساحة المُكلف بها، تجاه أكاذيب قوم قريش وإعراضه، تأمره أن لا يلتفتَ إلى أقوالهم وأفعالهم ويُعرضَ عنهم بالكلية، قال تعالى: ﴿فَتَوَلَّ عَنْهُمْ فَمَا أَنْتَ بِمَلُومٍ ۝٥٤ وَذَكِّرْ فَإِنَّ الذِّكْرَى تَنْفَعُ الْمُؤْمِنِينَ ۝٥٥﴾ [الذاريات:54–55]، وفي النهاية توضِّحُ الغاية من خلقِ الإنسان والجان، وترسلُ تهديدًا ووعيدًا من الله تعالى للكافرين بعذابٍ مثل الذين هلكوا قبلهم وذاقوا وبال أمرهم وكانت عاقبتهم الخسران.

## فضل السورة
لم يرد في فضل سورة الذاريات حديث صحيح، سوى ما جاء في فضل سور المفصل.

## الناسخ والمنسوخ
فيها من المنسوخ آيتان: آية ﴿وَفِي أَمْوَالِهِمْ حَقٌّ لِلسَّائِلِ وَالْمَحْرُومِ ۝١٩﴾ [الذاريات:19] منسوخة (بآية الزكاة)، و آية ﴿فَتَوَلَّ عَنْهُمْ فَمَا أَنْتَ بِمَلُومٍ ۝٥٤﴾ [الذاريات:54] نسخت بقوله بعدها : ﴿وَذَكِّرْ فَإِنَّ الذِّكْرَى تَنْفَعُ الْمُؤْمِنِينَ ۝٥٥﴾ [الذاريات:55].

## مناسبتها لما قبلها
تظهر مناسبة هذه السورة لما قبلها من وجهين:
1. ختمت سورة ق بذكر البعث والجزاء والجنة والنار في قوله تعالى:{ذلِكَ حَشْرٌ عَلَيْنا يَسِيرٌ} وافتتحت هذه السورة بالقسم بالرياح والسحب والسفن والملائكة على أن ما وعد به الناس من ذلك صادق، وأن الجزاء واقع.
2. ذكر في سورة ق إجمالا إهلاك الأمم المكذبة، كقوم نوح، وعاد وثمود، ولوط‍ وشعيب، وتبّع، وفي هذه السورة تفصيل ذلك في قصص إبراهيم ولوط‍ وموسى وهود وصالح ونوح عليهم السلام.[12]

## الأحكام و الفوائد العلمية
- في قَولِه تعالى: وَذَكِّرْ فَإِنَّ الذِّكْرَى تَنْفَعُ الْمُؤْمِنِينَ دَليلٌ على أنَّه كُلَّما كان الإيمانُ أقوى كان الانتِفاعُ بالذِّكرى أعظَمَ وأشَدَّ، وذلك مِن قاعدةٍ مَعروفةٍ عندَ العُلَماءِ، وهي: «أنَّ الحُكمَ إذا عُلِّقَ بوَصفٍ ازداد بزيادتِه، ونَقَصَ بنُقصانِه».وفي الآية الدليل على وجوب التذكير على كل حال، وفيها أن الذي ينتفع بالذكرى هم المؤمنون، وأن من لا ينتفع بالذكر فهو ليس بمؤمن: إما فاقد الإيمان، وإما ناقص الإيمان.[13]
- فضيلة الاستغفار في الأسحار، لقوله تعالى:{وبالأَسحار هم يستغفرون}.الأسحار: جمع سحر، وهو آخر الليل، {هم يستغفرون} ، يعني يسألون الله المغفرة، وهذا من حسن عملهم وعدم إعجابهم بأنفسهم، وكونهم يشعرون بأنهم وإن اجتهدوا فهم مقصرون، فيستغفرون الله بعد فعل الطاعة جبراً لما حصل فيها من خلل، ويشرع في نهاية العبادات أن يستغفر الإنسان ربه مما قد يكون فيها من خلل، فبعد الصلاة يستغفر الإنسان ربه ثلاثاً، وبعد الحج قال الله تعالى: {ثم أفيضوا من حيث أفاض الناس واستغفروا الله إن الله غفور رحيم} فهم يسألون المغفرة بعد تهجدهم وقيامهم.[14]

## وصلات خارجية
سورة الذاريات: تجويد-تفسير - موقع Altafsir.com